# Kościół św. Trójcy w Nowym Mieście
Kościół Świętej Trójcy w Nowym Mieście – rzymskokatolicki kościół parafialny należący do dekanatu nasielskiego diecezji płockiej. Jest jedynym rejestrowanym zabytkiem miasta.

## Historia i architektura

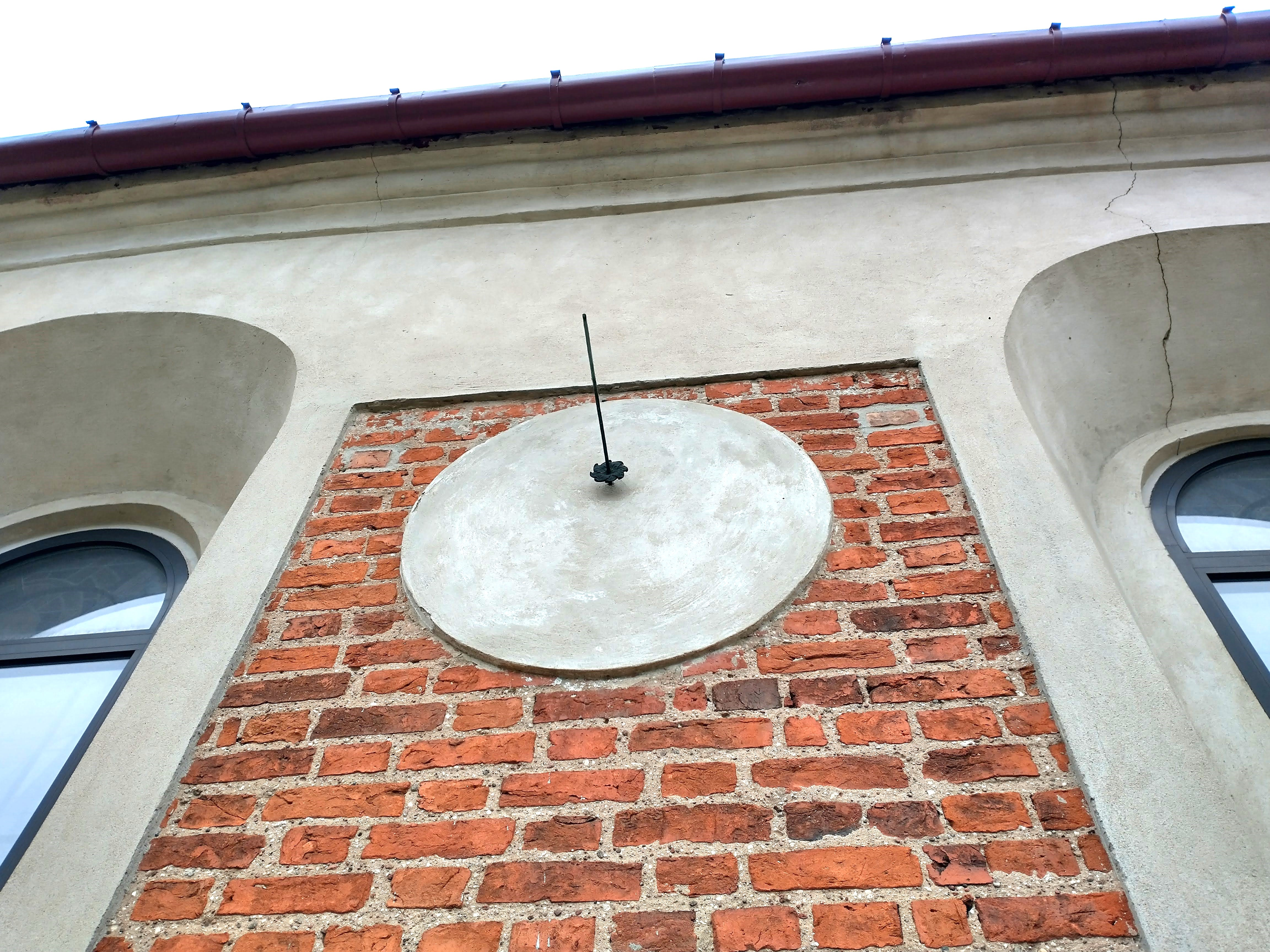
Zegar słoneczny

Obecna, świątynia późnogotycka, została wybudowana w końcu XIV wieku. Jest to budowla murowana z cegły, z dekoracyjnym użyciem zendrówki i kamieni polnych. Kościół był wielokrotnie przebudowywany, co spowodowało, że stracił wiele cech stylowych charakterystycznych dla tzw. gotyku mazowieckiego. Do dziś przetrwał tylko gotycki portal, a we wnętrzu gotyckie drzwi do zakrystii a także kilka ołtarzy w stylu barokowym. Nawa świątyni została zniszczona w 1655 roku, następnie została odnowiona. Zostały wtedy zmienione detale architektoniczne kościoła, m.in. szczyty nawy, sklepienia kaplicy, zakrystii i skarbca. W czasie następnych prac remontowych wykonanych w latach 1888–1898 zostały zmienione wykroje okien i polichromia. Podobne zmiany zostały przeprowadzone w latach 1907 i 1916. W 1945 roku, podczas działań wojennych, została częściowo zniszczona wschodnia ściana prezbiterium oraz zdewastowane zostało wnętrze.
Obecnie świątynia została całkowicie odrestaurowana. Do wyposażenia kościoła należy m.in. monstrancja w stylu klasycystycznym ufundowana na początku XIX wieku przez Jana Czermańskiego a także obraz Matki Bożej z Dzieciątkiem, pochodzący z XVIII wieku.

## Galeria

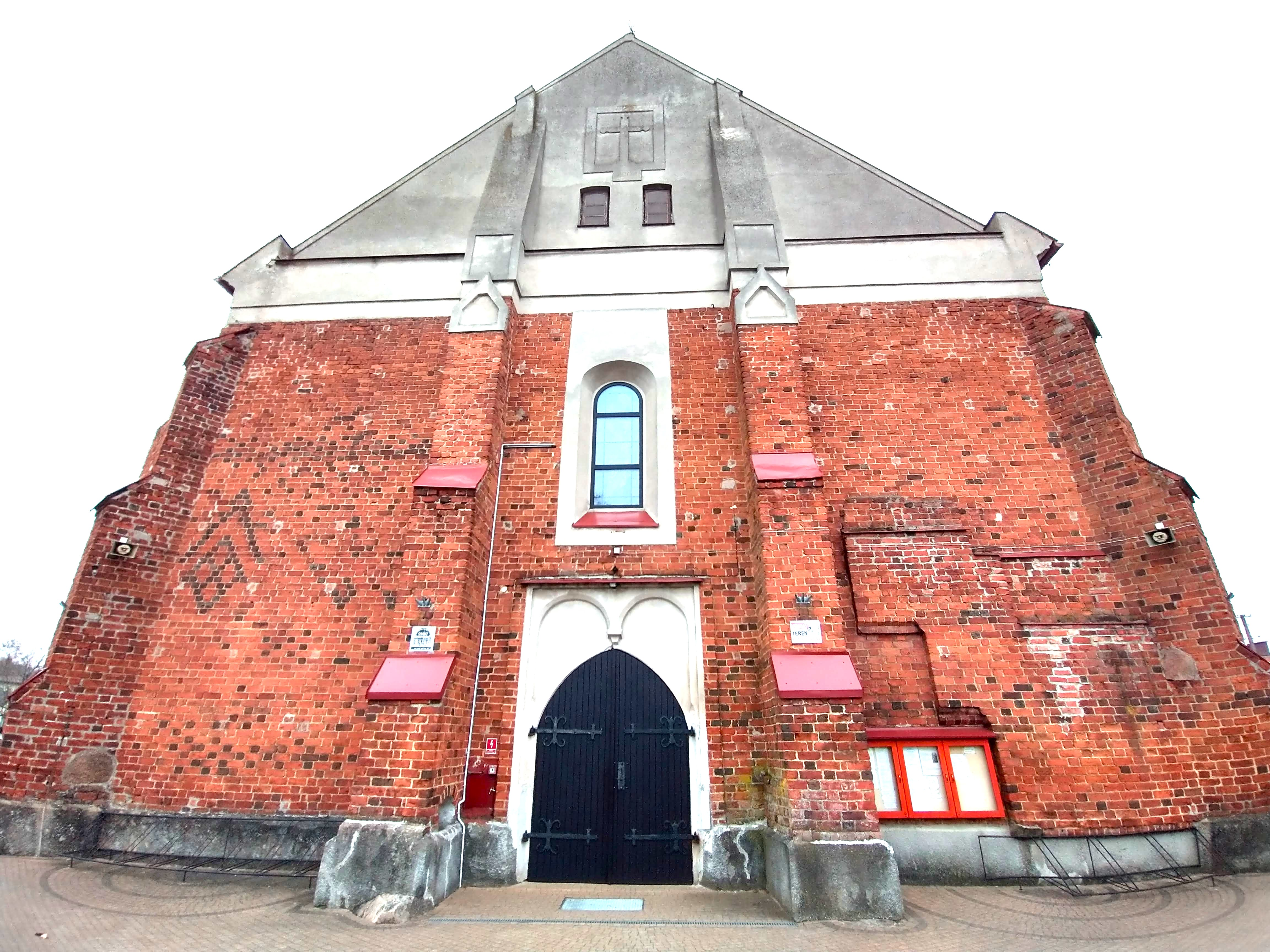
Elewacja wejściowa
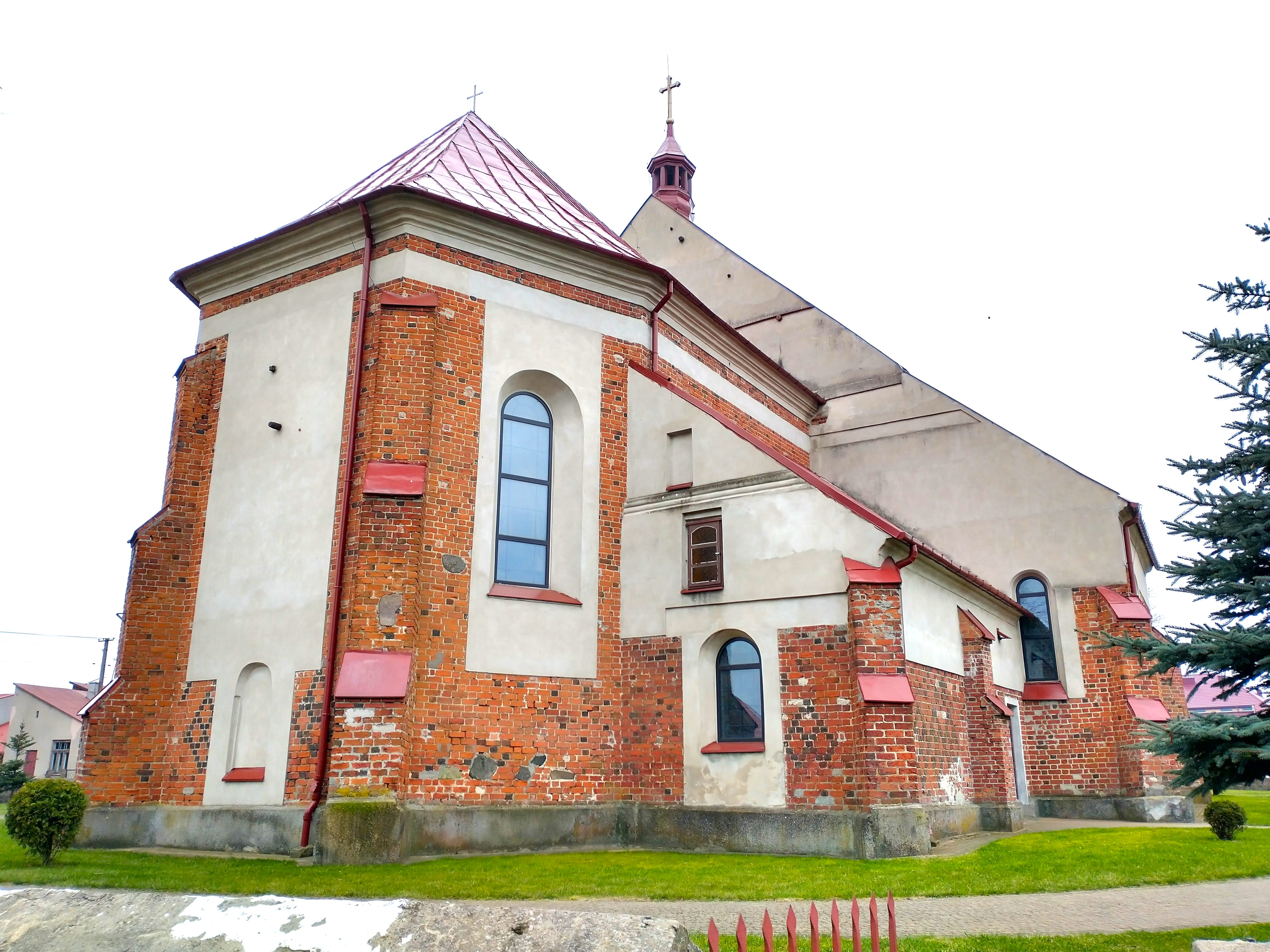
Widok od prezbiterium
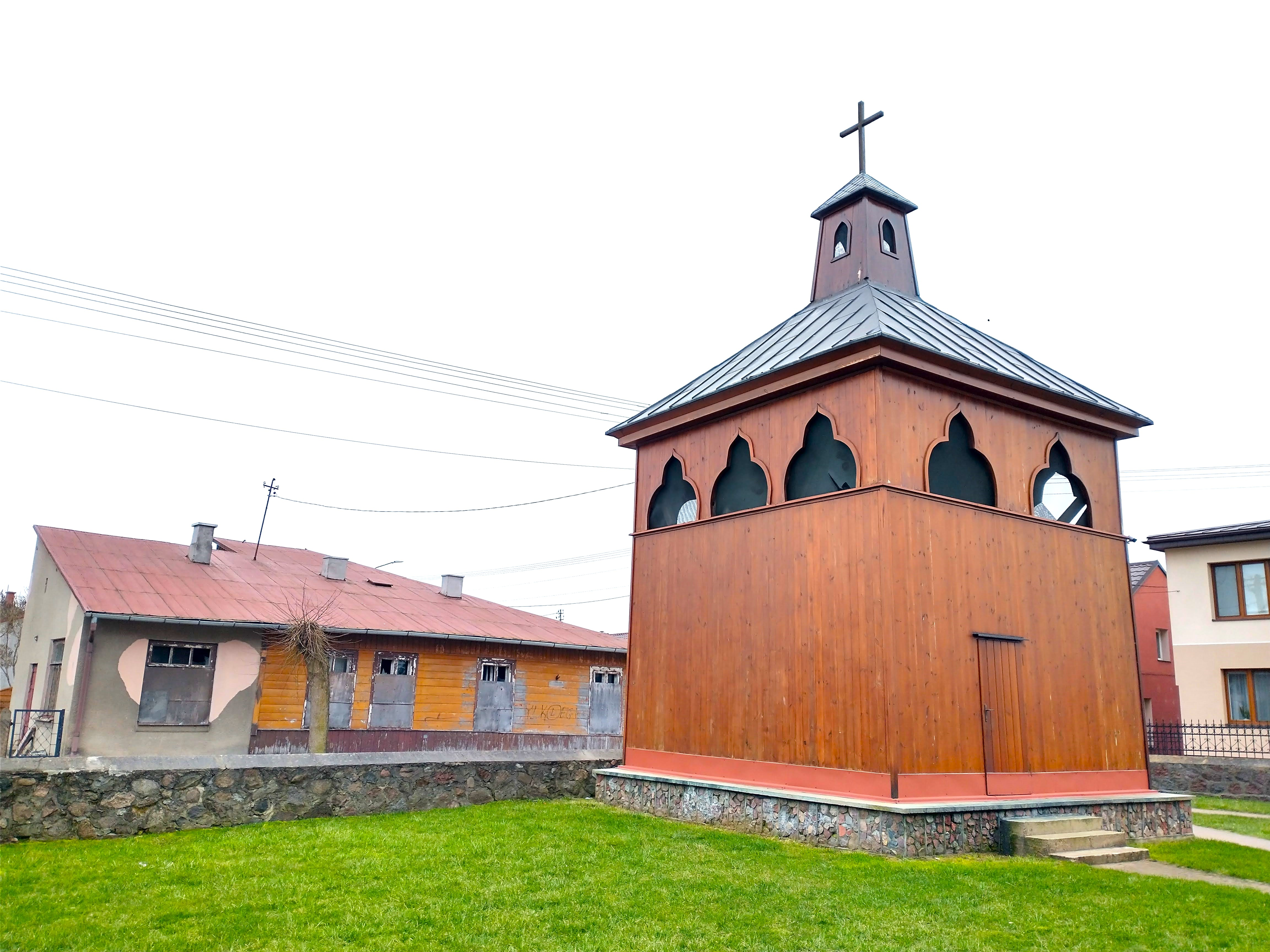
Dzwonnica